# ヒュダスペス河畔の戦い

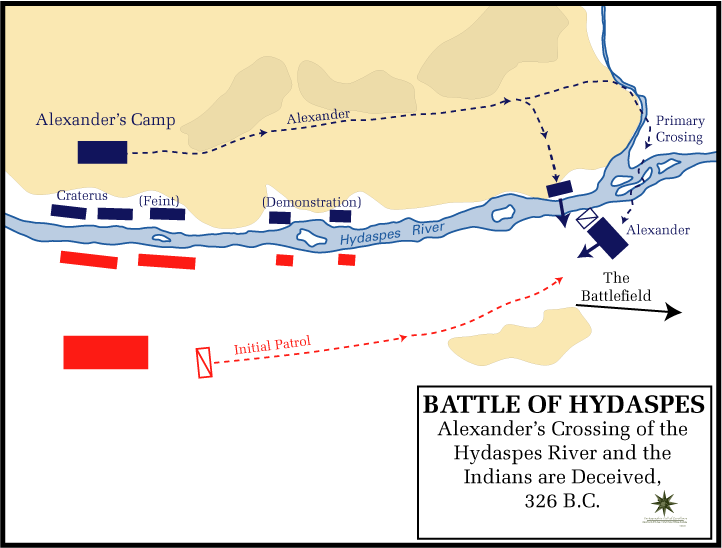
アレクサンドロスによるヒュダスペス渡河
アレクサンドロス軍
ポロス軍

ヒュダスペス河畔の戦いは、紀元前326年に行われたアレクサンドロス3世（大王）率いるアルゲアス朝（マケドニア王国）およびインド諸侯の連合軍（以下、「アレクサンドロス軍」と表記）と現代のパンジャーブ地方一帯の領主でパウラヴァ族（Paurava）首長であったポロス率いる反アレクサンドロス・インド諸侯軍（以下は「ポロス軍」と表記）との戦いである。「ヒュダスペス川の戦い」とも称される。アレクサンドロス軍にとってガウガメラの戦い以来となる戦象を擁する軍との対戦であり、アレクサンドロスにとっては最後の主要な一戦となった。

## 概要

### 開戦まで
ペルシア帝国を滅ぼし、ペルシアの残党をヒンドゥークシュで討伐したアレクサンドロスはインダス川を渡り、インドに対する侵攻作戦を開始した。アレクサンドロスがこの時に率いた軍勢は135,000や41,000や46,000と資料により差があるが、いずれにしても大軍であった。アレクサンドロス軍はインダス川とヒュダスペス川（現：ジェルム川）の間にある町で最も大きな規模を有し、ガウタマ・シッダールタが度々治療に訪れ、ギリシアにも名が届いていたタキシラ（現：ラーワルピンディー近郊）に入り、タキシラの首長・アーンビ（ヒンディー語: Ambhi、古代ギリシア語: Taxiles）らの歓迎を受けた。
タキシラで暫く過ごしたアレクサンドロスであったが、ヒュダスペス川からアケシネス川（現：シェナブ川）に至る一帯の支配者であったポロスは、ヒュダスペス川近くの領主であったスピタケス（Spitaces、Spitakes）らと共にアレクサンドロスに対抗する姿勢を見せて、アレクサンドロスによるヒュダスペス川の渡河を阻止すべく、軍勢を率いて対岸に陣を構えた。

### ヒュダスペス渡河
アレクサンドロスはインダス川を渡った際に使用した船を全て解体した上で、ヒュダスペス川まで運ぶように命じて、到着後に再度組み立ててヒュダスペス川沿いに並べた。また、アレクサンドロスも本陣をポロス軍の対岸に構えた。
ポロスはヒュダスペス川の川幅の狭い渡河の容易な地点を中心に警備の部隊を配置したのに対して、アレクサンドロスは自軍を複数に分けてヒュダスペス川の至る場所に襲撃または偵察として派遣し、ポロスの目先を逸らす作戦を取り、ポロスもアレクサンドロス軍の動きに惑わされて、一箇所に集中して対応することが難しくなった。
とはいえ、アレクサンドロス本陣の近くより河を渡ることは、対岸に戦象部隊や多数のポロス軍の兵士が陣を構えており、極めて困難であることから、ポロスの本軍を牽制させる為に本軍の指揮をクラテロスに任せて、自らは5,000を超える騎兵を率い、その他に歩兵部隊らを伴って、本陣から150スタディア（約27キロ）離れた、ヒュダスペス川が湾曲した地点より川を渡ることに決めた。戦いの行われたアテナイ暦のムニュキオン（Mounychion、4月後半から5月前半）の時期はインド全体が雨季に入り、ヒュダスペス川の水源となるカフカース山脈の雪が解けることで川の水量も多くなっていた。また、アレクサンドロスが渡河を試みた日は激しい雷雨の中という悪天候であったが、逆にポロス軍に動きを悟られにくくなったこともあって、警戒を切り抜けて川を渡ることに成功した。
アレクサンドロスの渡河に気づいたポロスは、自らの息子に軍を与えてこれに当たらせたが、アレクサンドロス軍はポロス軍に勝利を収め、ポロスの息子は戦死、多数の戦車が拿捕された。これに呼応して対岸のクラテロス率いるアレクサンドロス本軍がヒュダスペスを渡る構えを見せたが、ポロスは一部の守備隊を残すと共に、その残りの全軍を率いてアレクサンドロス率いる軍との決戦に向かった。

### 会戦

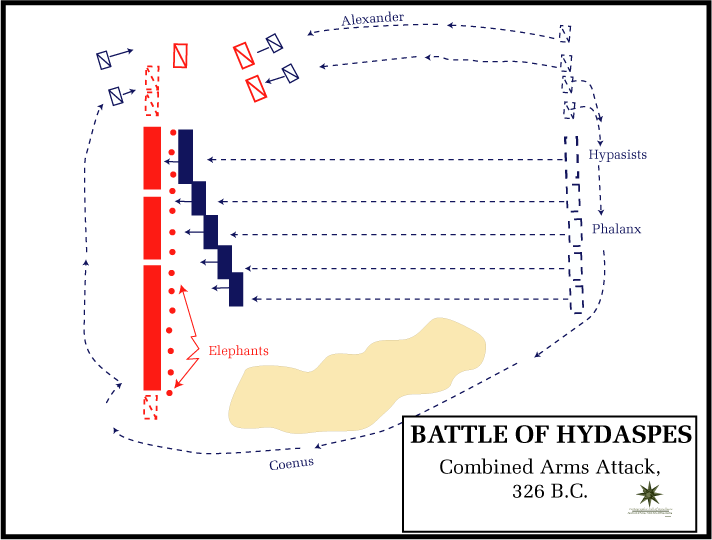
両軍の布陣図
アレクサンドロス軍
ポロス軍

ポロス軍は 軍中央の第1列に戦象、軍中央第2列、軍左翼・右翼へは歩兵部隊、最左翼及び最右翼へは騎兵部隊、騎兵部隊の前列に戦車部隊とする陣立てを取った。
アレクサンドロス軍は、ポロス軍中央の戦象部隊との直接衝突を避けて、自らは騎兵部隊の一部を率いてポロス軍左翼を攻撃、転進したポロス軍左翼をアレクサンドロス率いる騎兵部隊が追撃しつつ、アレクサンドロス軍の別の騎兵部隊がポロス軍左翼の後方に回り込んで、これを包囲した。
包囲によりポロス軍左翼歩兵部隊は戦象部隊が属するポロス軍中央へと後退し、ポロス軍も中央の戦象部隊をアレクサンドロス軍騎兵部隊へと差し向けたが、待機していたアレクサンドロス軍の歩兵部隊（ファランクス）がこれを迎撃して、戦象の足及び象使いに的を絞って攻撃した。この攻撃を受けて、戦象が混乱をきたしてポロス軍、アレクサンドロス軍の陣営に関係なく暴走し、戦象の近くで戦っていたポロス軍に大きな損害が生じた。暴走した戦象は体力が尽きるのを待っていたアレクサンドロス軍歩兵部隊によって無力化された。
ポロス軍は騎兵部隊、歩兵部隊共にアレクサンドロス軍に打ち破られて退却したが、この戦いの趨勢に合わせてヒュダスペス川を渡っていたクラテロス率いるアレクサンドロス本軍が敗走するポロス軍を追討して、多くのポロス軍兵士を殺戮した。
ポロス軍はポロスの2人の息子及びスピタケスを含む兵士12,000が戦死、9,000が捕虜となり、戦車も全て破壊された。一方のアレクサンドロス軍の戦死者は歩兵4000、弓兵200であり、他に8,000名近くが戦死もしくは負傷した。ポロスは自ら戦象を操って奮戦したが、アレクサンドロス軍の捕虜となった。アレクサンドロスはポロスの降伏を受け入れて、ポロスの勇戦振りを評価して今までの所領以上の領土を与え、一帯の支配者として認めた。ポロスもアレクサンドロスのインド転戦中は数々の戦いに参戦した。

### 会戦後

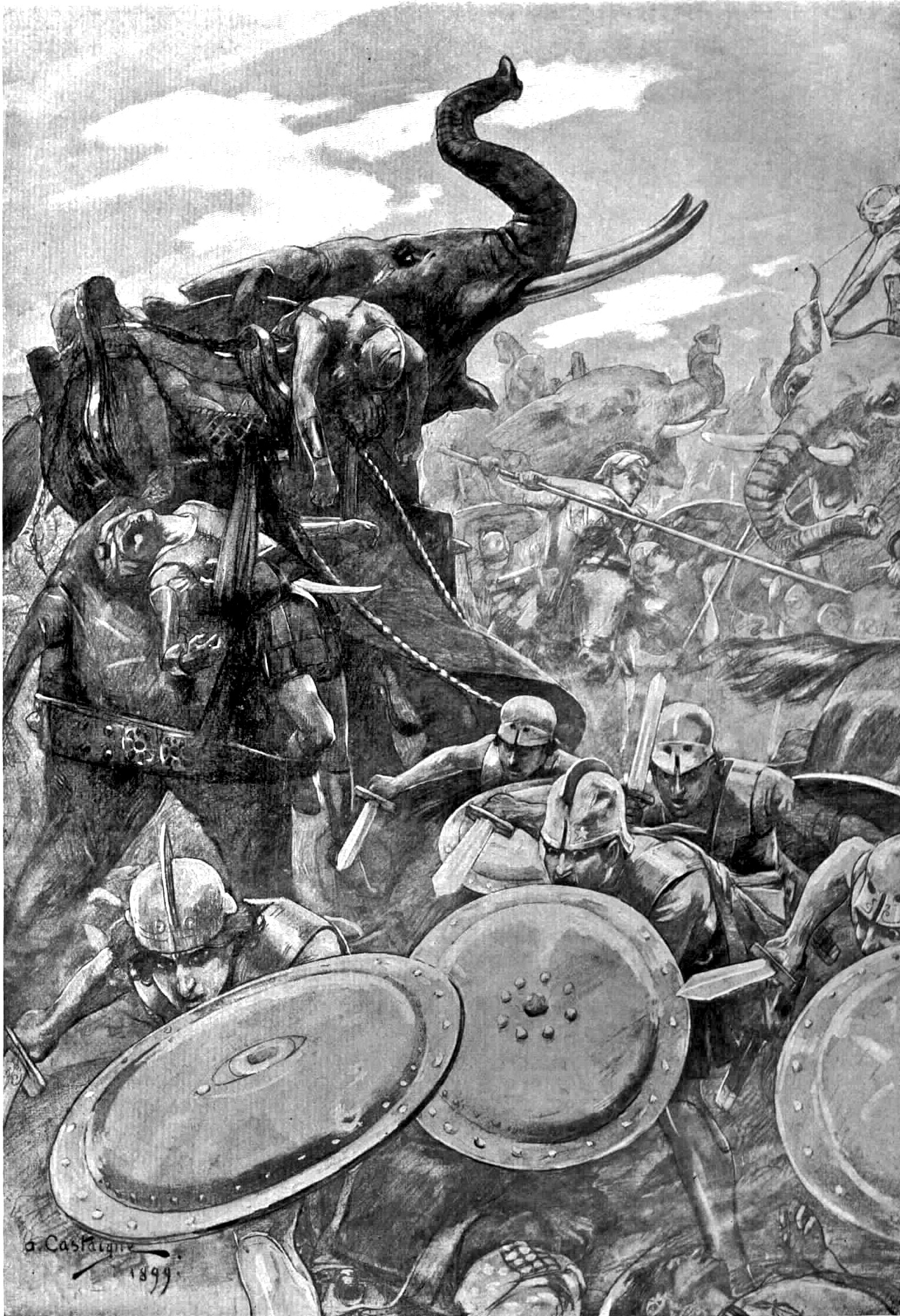
戦象を攻撃するファランクス

なお、ヒュダスペス河畔の戦いを記念してアレクサンドロスは2つの町を作った。1つはアレクサンドロスの軍馬で、この戦いで死亡したブケファロスに因んで、「アレキサンドリア・ブケファルス」（en）、もう1つは勝利の女神ニケに因んで「アレキサンドリア・ニカイア」（en）と命名した。アレクサンドロスはヒュダスペス河畔での勝利に続いて、更なる進軍を目指したものの、先のインド軍が「騎兵80,000、歩兵200,000、戦車8,000台、戦象6,000頭」を用意して待ち構えていると伝えられたことや、アレクサンドロス軍の損害が大きかったこと、兵士が望郷の念に駆られたこと等の理由によって、マケドニアおよびギリシア出身の兵士はそれ以上進軍しないよう懇願した。アレクサンドロスは兵士らを説得したが、結局は兵士らの意見を汲んで、バビロンへの帰路につくこととなった。

## 戦力・死傷者
両軍の戦力について、アッリアノスによるとポロス軍の戦力は騎兵4,000、戦車300、戦象200、歩兵30,000、死傷者はポロス軍が歩兵20,000、騎兵3,000が戦死、アレクサンドロス軍が歩兵80、弓兵10、騎兵220となるが、当記事ではプルタルコスらの記述に基づいている。